# Enfermedad hemorrágica epizoótica
La enfermedad hemorrágica epizoótica es una enfermedad infecciosa producida por un virus del género Orbivirus, familia Reoviridae y transmitida por la picadura de dípteros hematófagos del género Culicoides infectados. Afecta a animales rumiantes, tanto salvajes como domésticos, especialmente a cérvidos, no se transmite a humanos. La forma hiperaguda cursa con fiebre, perdida de apetito, dificultad respiratoria, edema en cabeza y cuello e hinchazón de la lengua. La forma aguda o clásica cursa con hemorragias diseminadas en la piel, corazón y otros tejidos, apareciendo con frecuencia úlceras en la lengua, el paladar, el rumen y el abomaso.

## Especies afectadas
Afecta gravemente a los ciervos, también a gamos y corzos.  En el vacuno los síntomas son más leves y suelen desaparecer a las dos semanas de su inicio. El ganado ovino puede sufrir la infección, pero apenas presenta síntomas de enfermedad, el ganado caprino es muy poco susceptible tanto a la infección como a la enfermedad.

## Epidemiología
Los insectos hospedadores son varias especies de mosquitos del género Culicoides. Los mosquitos se infectan al alimentarse de la sangre de animales vertebrados que están enfermos. Una vez el virus ha penetrado en el mosquito, se multiplica en las glándulas salivares del insecto y puede transmitirse a un nuevo hospedador cuando el mosquito se alimenta de su sangre. Por este motivo los mosquitos culicoides desempeñan un papel crucial en la epidemiología de la enfermedad. Todos los factores que favorecen la supervivencia del insecto, como la existencia de charcas de agua estancada en las que puede reproducirse, hacen posible la perpetuación de la enfermedad.  No existen infecciones persistentes en los rumiantes que actúen como reservorio.

## Distribución
Hasta el año 2022 los casos se producían en América del Norte, Australia, Asia y África. En 2012, un brote de la enfermedad en Míchigan, Estados Unidos, acabó con la vida de 15000 ciervos. En España y la Unión Europea se detectaron los primeros casos en noviembre de 2022.